# Categorie (Kant)
În filozofia kantiană, o categorie este un concept pur al intelectului. O categorie kantiană este o caracteristică a obiectului ca fenomen înainte ca acesta să fie experimentat. Kant menționează că ele sunt „concepte ale unui obiect în genere[...] conceptele pure ale intelectului se aplică la obiecte care ne pot fi date în intuitie”. Sensul acestui termen este diferit de sensul propriu. Ea este o condiție a posibilității obiectelor în genere.

## Sensul termenului
Termenul își are originea în κατηγορία (katēgoria), tradus cu sensul de „ceea ce poate fi spus, predicat, declarat sau asociat cu ceva”. O categorie este un atribut, o proprietate, calitate sau caracteristică care poate fi predicată despre un obiect. „[...] Remarc privitor la categorii[...] utilitatea lor logică în calitate de predicate pentru obiecte”. Kant le numește apredicate ontologice”. În filozofia aristotelică era un termen tehnic folosit cu referire la zece clase care împreună „ar acoperi” toate modurile de a fi. Un predicat din una dintre categorii ar putea, în anumite condiții și din pricina apartenenței sale categoriale, să fie socotit inaplicabil unui subiect dintr-o altă categorie. Cele zece categorii sunt: substanță, cantitatea, calitatea, relația, acțiunea, afecțiunea, spațiul, timpul, poziția și starea. Acestea sunt calitățile sau atributele care pot fi predicate despre tot ce ține de experiență. Oricărui obiect particular care există ca idee trebuie să-i fie atribuite categoriile, deoarece ele reprezintă proprietățile, calitățile sau caracteristicile oricărui obiect posibil în genere. Categoriile lui Artistotel și Kant sunt în general trăsături care aparțin tuturor lucrurilor fără ca natura acestora să fie explicitată. Cel din urmă apreciază efortul Stagiritului, însă tabelul realizat este imperfect deoarece anu avea nici un principiu, el le-a adunat în grabă, așa cum i se prezentau”. Categoriile nu oferă informații despre obiecte particulare, individuale. Totuși, orice obiect trebuie să le aibă ca să poată deveni un obiect al experienței.  Un obiect în genere însă nu poate să aibă toate categoriile predicate despre el concomitent. De exemplu,  nu poate să aibă calitatea realității și negației sau unitatea și pluralitatea ca predicate cantitative în același timp. Categoriile modalității se exclud reciproc.  Așadar, un obiect în genere nu poate fi și posibil și imposibil, respectiv existent și nonexistent. 
Kant a întocmit o clasificare logică în douăsprezece rubrici a enunțurilor considerând că fiecare din ele corespunde câte unei funcții a intelectului uman. În cadrul acestei clasificări, principalele diviziuni sunt cantitatea, calitatea, relația și modalitatea.; acestea se aplică fenomenelor sau aparențelor și nu lucrurilor-în-sine. Conceptele pure kantiene erau, așadar, categorii ale intelectului și el era preocupat mai mult de modul în care putea fi degajate presupusele forme ale intelectului decât stabilirea listei complete a genurilor ființei ca Aristotel. Ulterior, Hegel, Husserl și Peirce au întreprins dezvoltări ale teoriei kantiene. Tabelul categoriilor este derivat din modelul tabelului judecăților, și este influențat de cele zece clase „care ar acoperi toate modurile de a fi” dezvoltate de Aristotel. Secțiunile cantitate și calitate sunt categorii matematice și relevă de spațiu, iar secțiunile relație și modalitate sunt categorii dinamice și relevă de timp.
De când au devenit general valabile pentru orice obiect, acestea sunt asociate doar cu limbajul uman. Când realizează o afirmație verbală referitoare la ceva, emițătorul gândește. Categoriile sunt predicatele care pot fi atribuite tuturor lucrurilor.

## Tabelul judecăților
Kant consideră capacitatea umană de a gândi și a cunoaște un obiect drept identică cu aceea de a afirma ceva verbal sau în scris despre un obiect. Conform spuselor sale, „abilitatea noastră de a judeca este echivalentă cu cea de a gandi”. O judecată reprezintă ideea că un lucru este cunoscut după anumite calități sau atribute. De exemplu, propoziția „Trandafirul este rosu” este o judecată. Kant a creat un tabel al acestor judecăți în relația lor cu obiectele în genere.
- Cantitate[13]
  - Universale
  - Particulare
  - Singulare
- Calitate
  - Afirmative
  - Negative
  - Infinite
- Relație
  - Categorice
  - Ipotetice
  - Disjunctive
- Modalitatea
  - Problematice
  - Asertorice
  - Apodictice

Acest tabel al judecăților a fost utilizat de Kant în calitate de paradigmă pentru tabelul categoriilor. Împreună, cele două liste constituie structura arhitectonică a sistemului filozofic kantian.

## Tabelul categoriilor
- Cantitate[15]
  - Unitate
  - Pluralitate
  - Totalitate
- Calitate
  - Realitate
  - Negație
  - Limitație
- Relație
  - Ale Inerenței și Subzistenței
  - Ale Cauzalității și Dependenței (cauză și efect)
  - Ale Comunității (acțiunea reciprocă între activ și pasiv)
- Modalitatea
  - Posibilitate - Imposibilitate
  - Existență - Nonexistență
  - Necesitate - Contingență

## Schema transcendentală
Categoriile sunt în întregime diferite față de obiect ca fenomen. Conform scrierilor kantiene, pentru a fi posibilă o relație între cele două, trebuie să existe o determinare transcendentală de timp, omogenă atât cu categoria, cât și cu fenomenul. „Această reprezentare intermediară trebuie să fie pură și totuși pe de o parte intelectuală, pe de altă parte sensibilă. O astfel de reprezentare este schema transcendentală” (mediază relația).

## Critică
Schopenahuer, în critica sa la filozofia kantiană, a descoperit multe erori în utilizarea categoriile de calitate, cantitate, relație și modalitate. De asemenea, a menționat că în conformitate cu afirmațiile kantiene, animalele neumane nu ar putea să cunoască obiecte. Ele ar putea înțelege doar impresiile pe care organele de simț le-ar primi, lucru pe care Kant l-a numit greșit percepție.